# Malambi Forest, Somvarpet
Malambi Forest là một làng thuộc tehsil Somvarpet, huyện Kodagu, bang Karnataka, Ấn Độ.